# Paul Neuville
Pour les articles homonymes, voir Neuville.
Paul Neuville, né le 20 avril 1896 à Béthune et mort le 28 septembre 1975 à Rabastens, est un ingénieur, militaire et résistant français, Compagnon de la Libération. Vétéran de la Première Guerre mondiale, il se rallie à la France libre en 1941 et travaille dans les services du génie au Proche-Orient avant combattre en Italie et lors de la Libération de la France.

## Biographie

### Jeunesse et engagement
Paul Neuville naît d'un père avocat le 20 avril 1896 à Béthune, dans le Pas-de-Calais.

### Première Guerre mondiale
Le 6 avril 1915, il est mobilisé et affecté comme soldat de 2e classe au 87e régiment d'infanterie. Suivant des cours d'élève-officier, il est promu aspirant le 1er septembre 1915 et muté au 8e régiment d'infanterie le mois suivant puis au 3e régiment du génie le 15 septembre 1916. Passé dans la réserve de l'armée en avril 1918, il reste cependant sur le terrain et s'illustre le 28 septembre en organisant la construction d'un pont de bateau en pleine nuit, sous un violent bombardement ennemi, permettant ainsi l'avancée des troupes françaises. Cette action lui vaut une citation à l'ordre de la division. Il est promu lieutenant à titre temporaire en janvier 1919 avant d'être muté au 6e régiment du génie puis est démobilisé en octobre 1919 avec le grade définitif de sous-lieutenant.

### Entre-deux-guerres
De retour à la vie civile, il entre à l'École centrale des arts et manufactures (Promotion 1922) et en sort avec un diplôme d'ingénieur. Installé en Égypte, il entre à la société générale des sucreries et raffineries, filiale du groupe Béghin dont son père est directeur juridique.

### Seconde Guerre mondiale
Lors de la mobilisation de 1939, Paul Neuville est appelé à rejoindre le dépôt des troupes du Levant le 14 septembre. Affecté à la chefferie du génie à Beyrouth en octobre, puis à Alep en avril 1940, il est démobilisé après l'armistice du 22 juin 1940,. Il retourne alors en Égypte et reprend son travail dans les raffineries de sucre.
Le 29 juillet 1941, le général de Gaulle prononce un discours au grand sérail de Beyrouth. Touché par ces propos, Paul Neuville s'engage dans les forces françaises libres le mois suivant. Nommé commandant de la chefferie du génie de Damas jusqu'en novembre 1941, il est ensuite autorisé par les autorités militaires à regagner l'Égypte jusqu'en avril 1942 afin de participer à la campagne de récolte et de production de sucre. De retour dans les rangs en mai 1942, il est affecté à la section de l'organisation défensive du secteur de Beyrouth dont il est le chef jusqu'au mois d'octobre puis devient adjoint du commandant du génie des troupes du Levant. Après une seconde campagne sucrière en Égypte, il gagne la Tunisie où, de mai à octobre 1943, il est adjoint au chef du génie de la 1re division française libre (1re DFL). Comme les deux années précédentes, il est autorisé en cet hiver 1943-1944 à repartir en Égypte pour un nouveau cycle de production de sucre. En mars 1944, il retourne à la 1re DFL, cette fois-ci en tant que commandant des troupes du génie.
Participant à la campagne d'Italie, Paul Neuville est blessé le 12 mai 1944 lors de la traversée d'un champ de mines. Refusant d'être évacué avant que ses hommes soient hors de danger, il reprend le combat avant d'être complètement guéri. Il est ensuite engagé dans la bataille d'Alsace puis dans les combats du massif de l'Authion où il se distingue à chaque fois en organisant des travaux efficaces permettant le mouvement des troupes. Promu chef de bataillon, il est démobilisé en juillet 1945.

### Après-Guerre
Après le conflit, il retourne en Égypte et reprend son travail d'ingénieur à la société générale des sucreries avant d'en devenir directeur-général adjoint. En 1956, à la suite de la crise du canal de Suez, il est contraint de quitter l'Égypte. 
Paul Neuville meurt le 28 septembre 1975 à Rabastens, dans le Tarn, où il est inhumé.

## Décorations
|  |  |  |  |  |  |
|  |  |  |  |  |  |

| Officier de la Légion d'honneur | Officier de la Légion d'honneur | Officier de la Légion d'honneur | Compagnon de la Libération Par décret du 20 novembre 1944 | Compagnon de la Libération Par décret du 20 novembre 1944 | Compagnon de la Libération Par décret du 20 novembre 1944 | Croix de guerre 1914-1918 Avec une étoile d'argent | Croix de guerre 1914-1918 Avec une étoile d'argent | Croix de guerre 1914-1918 Avec une étoile d'argent |
| Croix de guerre 1939-1945       |                                 |                                 |                                                           |                                                           |                                                           |                                                    |                                                    |                                                    |